# Puchar Świata w Rugby 2007
Puchar Świata w Rugby w roku 2007 – szósty puchar świata, zawody o randze mistrzostw świata w rugby union. Rozgrywany był we Francji i w niektórych miastach Wielkiej Brytanii od 7 września do 20 października 2007 roku. Tytułu zdobytego w roku 2003 w Australii broniła reprezentacja Anglii, która w finałowym pojedynku uległa drużynie z Południowej Afryki.

## Uczestnicy

### Kwalifikacje
Kwalifikacje do udziału w Pucharze Świata rozgrywane były w latach 2005–2006.

#### Udział reprezentacji Polski
Reprezentacja Polski udział w europejskiej fazie kwalifikacji rozpoczęła od pierwszej rundy pokonując drużyny Szwajcarii 20:15, Malty 38:13, Bułgarii 49:10 i Serbii i Czarnogóry 18:11 awansując z kompletem zwycięstw do drugiej rundy.
W drugiej rundzie Polska odniosła jedno zwycięstwo z Andorą 18:14 ulegając w pozostałych meczach Hiszpanii 12:68, Mołdawii 13:27 i Holandii 20:22 nie awansując do trzeciej rundy kwalifikacji europejskich.

## Stadiony
| Miasto        | Kraj    | Stadion                 | Pojemność |
| ------------- | ------- | ----------------------- | --------- |
| Saint-Denis   | Francja | Stade de France         | 80 000    |
| Cardiff       | Walia   | Millennium Stadium      | 73 350    |
| Edynburg      | Szkocja | Murrayfield Stadium     | 68 000    |
| Marsylia      | Francja | Stade Vélodrome         | 59 500    |
| Paryż         | Francja | Parc des Princes        | 47 870    |
| Lens          | Francja | Stade Félix-Bollaert    | 41 400    |
| Lyon          | Francja | Stade de Gerland        | 41 100    |
| Nantes        | Francja | Stade de la Beaujoire   | 38 100    |
| Tuluza        | Francja | Stadium Municipal       | 35 700    |
| Saint-Étienne | Francja | Stade Geoffroy-Guichard | 35 650    |
| Bordeaux      | Francja | Stade Chaban-Delmas     | 34 440    |
| Montpellier   | Francja | Stade de la Mosson      | 33 900    |

## Faza grupowa
Dwadzieścia drużyn uczestniczących w Pucharze Świata podzielonych zostało na cztery grupy liczące po pięć drużyn. O awansie do ćwierćfinału decydowała suma punktów zgromadzonych w czterech meczach rozgrywanych w grupie w systemie "każdy z każdym". Awans uzyskały dwie najlepsze drużyny z każdej grupy.

### Grupa A
| 8 września 200718:00 | Anglia                                          | 28:10(21:3) | Stany Zjednoczone               | Stade Félix-Bollaert, Lens Widzów: 36 755 Sędzia: Jonathan Kaplan |
| 8 września 200718:00 | Barkley 18 (P 2pd 3K) Robinson 5 (P) Rees 5 (P) | 28:10(21:3) | Hercus 5 (pd K) Moeakiola 5 (P) | Stade Félix-Bollaert, Lens Widzów: 36 755 Sędzia: Jonathan Kaplan |
| 8 września 200718:00 | Dallaglio                                       | 28:10(21:3) | Esikia · Emerick                | Stade Félix-Bollaert, Lens Widzów: 36 755 Sędzia: Jonathan Kaplan |

| 9 września 200716:00 | Południowa Afryka                                                     | 59:7(21:7) | Samoa                | Parc des Princes, Paryż Widzów: 44 859 Sędzia: Paul Honiss |
| 9 września 200716:00 | Montgomery 29 (2P 5pd 3K) Habana 20 (4P) Fourie 5 (P) Pietersen 5 (P) | 59:7(21:7) | G. Williams 7 (P pd) | Parc des Princes, Paryż Widzów: 44 859 Sędzia: Paul Honiss |

| 12 września 200714:00 | Stany Zjednoczone                              | 15:25(3:13) | Tonga                                             | Stade de la Mosson, Montpellier Widzów: 25 000 Sędzia: Stuart Dickinson |
| 12 września 200714:00 | Hercus 5 (pd K) Stanfill 5 (P) MacDonald 5 (P) | 15:25(3:13) | Hola 10 (2pd 2K) Maka 5 (P) Vaka 5 (P) Vaki 5 (P) | Stade de la Mosson, Montpellier Widzów: 25 000 Sędzia: Stuart Dickinson |

| 14 września 200721:00 | Anglia                                                              | 0:36(0:20) | Południowa Afryka | Stade de France, Saint-Denis Widzów: 79 700 Sędzia: Joel Jutge |
| 14 września 200721:00 | Montgomery 18 (3pd 4K) F. Steyn 3 (K) Pietersen 10 (2P) Smith 5 (P) | 0:36(0:20) |                   | Stade de France, Saint-Denis Widzów: 79 700 Sędzia: Joel Jutge |

| 16 września 200716:00 | Samoa               | 15:19(12:6) | Tonga                        | Stade de la Mosson, Montpellier Widzów: 24 128 Sędzia: Jonathan Kaplan |
| 16 września 200716:00 | G. Williams 15 (5K) | 15:19(12:6) | Hola 14 (pd 4K) Taione 5 (P) | Stade de la Mosson, Montpellier Widzów: 24 128 Sędzia: Jonathan Kaplan |
| 16 września 200716:00 | Taione · Toke       | 15:19(12:6) |                              | Stade de la Mosson, Montpellier Widzów: 24 128 Sędzia: Jonathan Kaplan |

| 22 września 200714:00 | Południowa Afryka                                                                              | 30:25(7:3) | Tonga                                                | Stade Félix-Bollaert, Lens Widzów: 40 069 Sędzia: Wayne Barnes |
| 22 września 200714:00 | Pretorius 2 (pd) Montgomery 5 (pd K) F. Steyn 3 (K) Skinstad 5 (P) Smith 5 (P) Pienaar 10 (2P) | 30:25(7:3) | Hola 10 (2pd 2K) Pulu 5 (P) Hufanga 5 (P) Vaki 5 (P) | Stade Félix-Bollaert, Lens Widzów: 40 069 Sędzia: Wayne Barnes |
| 22 września 200714:00 | F. Steyn · Habana                                                                              | 30:25(7:3) | Vaka                                                 | Stade Félix-Bollaert, Lens Widzów: 40 069 Sędzia: Wayne Barnes |

| 22 września 200716:00 | Anglia                                                 | 44:22(23:12) | Samoa                                   | Stade de la Beaujoire, Nantes Widzów: 37 022 Sędzia: Alan Lewis |
| 22 września 200716:00 | Wilkinson 24 (3pd 2dg 4K) Corry 10 (2P) Sackey 10 (2P) | 44:22(23:12) | Crichton 17 (pd 5K) Poluleuligaga 5 (P) | Stade de la Beaujoire, Nantes Widzów: 37 022 Sędzia: Alan Lewis |

| 26 września 200720:00 | Samoa                                                              | 25:21(22:0) | Stany Zjednoczone                              | Stade Geoffroy-Guichard, Saint-Étienne Widzów: 34 124 Sędzia: Wayne Barnes |
| 26 września 200720:00 | Crichton 10 (2pd 2K) A. Tuilagi 5 (P) Thompson 5 (P) Faʻatau 5 (P) | 25:21(22:0) | Hercus 11 (pd 3K) Stanfill 5 (P) Ngwenya 5 (P) | Stade Geoffroy-Guichard, Saint-Étienne Widzów: 34 124 Sędzia: Wayne Barnes |
| 26 września 200720:00 | Sefo                                                               | 25:21(22:0) | Mounga                                         | Stade Geoffroy-Guichard, Saint-Étienne Widzów: 34 124 Sędzia: Wayne Barnes |

| 28 września 200721:00 | Anglia                                                            | 36:20(19:10) | Tonga                                       | Parc des Princes, Paryż Widzów: 45 085 Sędzia: Alain Rolland |
| 28 września 200721:00 | Wilkinson 16 (2pd 2dg 2K) Farrell 5 (P) Tait 5 (P) Sackey 10 (2P) | 36:20(19:10) | Hola 10 (2pd 2K) T-Pole 5 (P) Hufanga 5 (P) | Parc des Princes, Paryż Widzów: 45 085 Sędzia: Alain Rolland |

| 30 września 200720:00 | Południowa Afryka | 64:15(24:10) | Stany Zjednoczone                         | Stade de la Mosson, Montpellier Widzów: 30 485 Sędzia: Tony Spreadbury |
| 30 września 200720:00 | James 4 (2pd) Montgomery 15 (6pd K) Habana 10 (2P) Linde 5 (P) du Preez 5 (P) F. Steyn 5 (P) Fourie 10 (2P) Smith 5 (P) Burger 5 (P) | 64:15(24:10) | Hercus 5 (pd K) Wyles 5 (P) Ngwenya 5 (P) | Stade de la Mosson, Montpellier Widzów: 30 485 Sędzia: Tony Spreadbury |
| 30 września 200720:00 | Clever | 64:15(24:10) |                                           | Stade de la Mosson, Montpellier Widzów: 30 485 Sędzia: Tony Spreadbury |

### Grupa B
| 8 września 200715:45 | Australia | 91:3(23:3) | Japonia      | Stade de Gerland, Lyon Widzów: 40 043 Sędzia: Alan Lewis |
| 8 września 200715:45 | Giteau 6 (3pd) Mortlock 20 (7pd 2K) Ashley-Cooper 5 (P) Freier 5 (P) Barnes 10 (2P) Latham 10 (2P) Mitchell 10 (2P) Smith 5 (P) Sharpe 5 (P) Elsom 15 (3P) | 91:3(23:3) | K. Ono 3 (K) | Stade de Gerland, Lyon Widzów: 40 043 Sędzia: Alan Lewis |

| 9 września 200714:00 | Walia                                                                                       | 42:17(9:12) | Kanada                                                        | Stade de la Beaujoire, Nantes Widzów: 37 500 Sędzia: Alain Rolland |
| 9 września 200714:00 | S. Jones 8 (4pd) Hook 9 (3K) AW Jones 5 (P) Charvis 5 (P) Sh. Williams 10 (2P) Parker 5 (P) | 42:17(9:12) | Pritchard 2 (pd) Culpan 5 (P) Cudmore 5 (P) M. Williams 5 (P) | Stade de la Beaujoire, Nantes Widzów: 37 500 Sędzia: Alain Rolland |

| 12 września 200718:00 | Japonia                                        | 31:35(9:10) | Fidżi                                                      | Stadium Municipal, Tuluza Widzów: 34 500 Sędzia: Marius Jonker |
| 12 września 200718:00 | Ōnishi 16 (2pd 4K) Thompson 10 (2P) Sōma 5 (P) | 31:35(9:10) | Little 15 (3pd 3K) Qera 10 (2P) Leawere 5 (P) Rabeni 5 (P) | Stadium Municipal, Tuluza Widzów: 34 500 Sędzia: Marius Jonker |
| 12 września 200718:00 | Delasau                                        | 31:35(9:10) |                                                            | Stadium Municipal, Tuluza Widzów: 34 500 Sędzia: Marius Jonker |

| 15 września 200715:00 | Walia                                                         | 20:32(3:25) | Australia                                                          | Millennium Stadium, Cardiff Widzów: 71 022 Sędzia: Steve Walsh |
| 15 września 200715:00 | Hook 7 (2pd K) S. Jones 3 (K) Thomas 5 (P) Sh. Williams 5 (P) | 20:32(3:25) | Giteau 7 (P pd) Mortlock 12 (P 2pd K) Barnes 3 (dg) Latham 10 (2P) | Millennium Stadium, Cardiff Widzów: 71 022 Sędzia: Steve Walsh |
| 15 września 200715:00 | Mitchell · Sharpe                                             | 20:32(3:25) |                                                                    | Millennium Stadium, Cardiff Widzów: 71 022 Sędzia: Steve Walsh |

| 16 września 200714:00 | Fidżi                                                        | 29:16(15:6) | Kanada                           | Millennium Stadium, Cardiff Widzów: 45 000 Sędzia: Tony Spreadbury |
| 16 września 200714:00 | Little 9 (3pd K) Ratuvou 10 (2P) Leawere 5 (P) Delasau 5 (P) | 29:16(15:6) | Pritchard 11 (pd 3K) Smith 5 (P) | Millennium Stadium, Cardiff Widzów: 45 000 Sędzia: Tony Spreadbury |

| 20 września 200721:00 | Walia | 72:18(24:11) | Japonia                                              | Millennium Stadium, Cardiff Widzów: 35 245 Sędzia: Joel Jutge |
| 20 września 200721:00 | Sweeney 4 (2pd) S. Jones 13 (5pd K) AW Jones 5 (P) James 5 (P) Cooper 5 (P) Hook 5 (P) Morgan 5 (P) Williams 10 (2P) Phillips 5 (P) Sh. Williams 10 (2P) Thomas 5 (P) | 72:18(24:11) | Robins 2 (pd) Ōnishi 6 (2K) Onozawa 5 (P) Endō 5 (P) | Millennium Stadium, Cardiff Widzów: 35 245 Sędzia: Joel Jutge |

| 23 września 200714:30 | Australia                                                                             | 55:12(22:5) | Fidżi                                | Stade de la Mosson, Montpellier Widzów: 32 231 Sędzia: Nigel Owens |
| 23 września 200714:30 | Giteau 27 (2P 4pd 3K) Barnes 3 (dg) Ashley-Cooper 5 (P) Mitchell 15 (3P) Hoiles 5 (P) | 55:12(22:5) | Bai 2 (pd) Ratuva 5 (P) Neivua 5 (P) | Stade de la Mosson, Montpellier Widzów: 32 231 Sędzia: Nigel Owens |

| 25 września 200718:00 | Kanada                                             | 12:12(0:5) | Japonia                              | Stade Chaban-Delmas, Bordeaux Widzów: 33 810 Sędzia: Jonathan Kaplan |
| 25 września 200718:00 | Pritchard 2 (pd) van der Merwe 5 (P) Riordan 5 (P) | 12:12(0:5) | Ōnishi 2 (pd) Taira 5 (P) Endō 5 (P) | Stade Chaban-Delmas, Bordeaux Widzów: 33 810 Sędzia: Jonathan Kaplan |
| 25 września 200718:00 | Riordan                                            | 12:12(0:5) |                                      | Stade Chaban-Delmas, Bordeaux Widzów: 33 810 Sędzia: Jonathan Kaplan |

| 29 września 200715:00 | Australia                                                                                         | 37:6(13:0) | Kanada           | Stade Chaban-Delmas, Bordeaux Widzów: 35 200 Sędzia: Chris White |
| 29 września 200715:00 | Shepherd 4 (2pd) Huxley 3 (K) Freier 5 (P) Baxter 5 (P) Latham 5 (P) Mitchell 10 (2P) Smith 5 (P) | 37:6(13:0) | Pritchard 6 (2K) | Stade Chaban-Delmas, Bordeaux Widzów: 35 200 Sędzia: Chris White |

| 29 września 200717:00 | Walia | 34:38(10:25) | Fidżi                                                                 | Stade de la Beaujoire, Nantes Widzów: 37 080 Sędzia: Stuart Dickinson |
| 29 września 200717:00 | Hook 2 (pd) S. Jones 7 (2pd K) Popham 5 (P) Thomas 5 (P) M. Jones 5 (P) Williams 5 (P) Sh. Williams 5 (P) | 34:38(10:25) | Little 18 (3pd 4K) Qera 5 (P) Dewes 5 (P) Leawere 5 (P) Delasau 5 (P) | Stade de la Beaujoire, Nantes Widzów: 37 080 Sędzia: Stuart Dickinson |
| 29 września 200717:00 | Qera | 34:38(10:25) |                                                                       | Stade de la Beaujoire, Nantes Widzów: 37 080 Sędzia: Stuart Dickinson |

### Grupa C
| 8 września 200713:45 | Nowa Zelandia | 76:14(43:7) | Włochy                                                                    | Stade Vélodrome, Marsylia Widzów: 58 612 Sędzia: Wayne Barnes |
| 8 września 200713:45 | Carter 17 (7pd K) McAlister 4 (2pd) Jack 5 (P) Howlett 15 (3P) Collins 10 (2P) Muliaina 5 (P) McCaw 10 (2P) Sivivatu 10 (2P) | 76:14(43:7) | Bortolussi 2 (pd) de Marigny 2 (pd) Stanojevic 5 (P) Mi. Bergamasco 5 (P) | Stade Vélodrome, Marsylia Widzów: 58 612 Sędzia: Wayne Barnes |
| 8 września 200713:45 | Hayman | 76:14(43:7) | Perugini                                                                  | Stade Vélodrome, Marsylia Widzów: 58 612 Sędzia: Wayne Barnes |

| 9 września 200718:00 | Szkocja | 56:10(28:10) | Portugalia                       | Stade Geoffroy-Guichard, Saint-Étienne Widzów: 34 162 Sędzia: Steve Walsh |
| 9 września 200718:00 | Paterson 6 (3pd) Parks 15 (P 5pd) Southwell 5 (P) Brown 5 (P) Dewey 5 (P) Lamont 10 (2P) Ford 5 (P) Lawson 5 (P) | 56:10(28:10) | D. Pinto 5 (pd K) Carvalho 5 (P) | Stade Geoffroy-Guichard, Saint-Étienne Widzów: 34 162 Sędzia: Steve Walsh |
| 9 września 200718:00 | Uva | 56:10(28:10) |                                  | Stade Geoffroy-Guichard, Saint-Étienne Widzów: 34 162 Sędzia: Steve Walsh |

| 12 września 200720:00 | Włochy                                                            | 24:18(8:0) | Rumunia                                   | Stade Vélodrome, Marsylia Widzów: 44 241 Sędzia: Tony Spreadbury |
| 12 września 200720:00 | Pez 11 (pd 3K) Bortolussi 3 (K) Dellapè 5 (P) 1 karne przyłożenie | 24:18(8:0) | Dimofte 8 (pd 2K) Manta 5 (P) Tincu 5 (P) | Stade Vélodrome, Marsylia Widzów: 44 241 Sędzia: Tony Spreadbury |

| 15 września 200713:00 | Nowa Zelandia | 108:13(52:3) | Portugalia                                       | Stade de Gerland, Lyon Widzów: 40 729 Sędzia: Chris White |
| 15 września 200713:00 | Evans 33 (P 14pd) Mauger 10 (2P) Williams 5 (P) Hore 5 (P) Ellis 5 (P) Leonard 5 (P) Hayman 5 (P) Masoe 5 (P) Smith 10 (2P) Toeava 5 (P) Collins 5 (P) Rokocoko 10 (2P) MacDonald 5 (P) | 108:13(52:3) | D. Pinto 5 (pd K) Malheiro 3 (dg) Cordeiro 5 (P) | Stade de Gerland, Lyon Widzów: 40 729 Sędzia: Chris White |

| 18 września 200721:00 | Szkocja                                         | 42:0(21:0) | Rumunia | Murrayfield Stadium, Edynburg Widzów: 31 222 Sędzia: Nigel Owens |
| 18 września 200721:00 | Paterson 17 (P 6pd) Hogg 15 (3P) Lamont 10 (2P) | 42:0(21:0) |         | Murrayfield Stadium, Edynburg Widzów: 31 222 Sędzia: Nigel Owens |

| 19 września 200720:00 | Włochy                                                   | 31:5(16:5) | Portugalia    | Parc des Princes, Paryż Widzów: 45 476 Sędzia: Marius Jonker |
| 19 września 200720:00 | Bortolussi 16 (2pd 4K) Masi 10 (2P) Ma. Bergamasco 5 (P) | 31:5(16:5) | Penalva 5 (P) | Parc des Princes, Paryż Widzów: 45 476 Sędzia: Marius Jonker |
| 19 września 200720:00 | Bortolami                                                | 31:5(16:5) |               | Parc des Princes, Paryż Widzów: 45 476 Sędzia: Marius Jonker |

| 23 września 200717:00 | Szkocja                                                                        | 0:40(0:20) | Nowa Zelandia | Murrayfield Stadium, Edynburg Widzów: 64 558 Sędzia: Marius Jonker |
| 23 września 200717:00 | Carter 15 (P 2pd 2K) Williams 5 (P) Kelleher 5 (P) Howlett 10 (2P) McCaw 5 (P) | 0:40(0:20) |               | Murrayfield Stadium, Edynburg Widzów: 64 558 Sędzia: Marius Jonker |

| 25 września 200720:00 | Rumunia                                                        | 14:10(0:7) | Portugalia                                    | Stadium Municipal, Tuluza Widzów: 35 526 Sędzia: Paul Honiss |
| 25 września 200720:00 | Dumbravă 2 (pd) Calafeteanu 2 (pd) Corodeanu 5 (P) Tincu 5 (P) | 14:10(0:7) | D. Pinto 2 (pd) Malheiro 3 (K) Ferreira 5 (P) | Stadium Municipal, Tuluza Widzów: 35 526 Sędzia: Paul Honiss |

| 29 września 200713:00 | Nowa Zelandia | 85:8(36:5) | Rumunia                  | Stadium Municipal, Tuluza Widzów: 35 608 Sędzia: Joel Jutge |
| 29 września 200713:00 | McAlister 8 (4pd) Evans 17 (P 6pd) Mauger 5 (P) Hore 5 (P) Masoe 5 (P) Smith 5 (P) Howlett 5 (P) Toeava 10 (2P) Rokocoko 15 (3P) Sivivatu 10 (2P) | 85:8(36:5) | Tincu 5 (P) Vlaicu 3 (K) | Stadium Municipal, Tuluza Widzów: 35 608 Sędzia: Joel Jutge |

| 29 września 200721:00 | Szkocja          | 18:16(12:10) | Włochy                              | Stade Geoffroy-Guichard, Saint-Étienne Widzów: 34 701 Sędzia: Jonathan Kaplan |
| 29 września 200721:00 | Paterson 18 (6K) | 18:16(12:10) | Bortolussi 11 (pd 3K) Troncon 5 (P) | Stade Geoffroy-Guichard, Saint-Étienne Widzów: 34 701 Sędzia: Jonathan Kaplan |
| 29 września 200721:00 | Hines            | 18:16(12:10) | Ma. Bergamasco                      | Stade Geoffroy-Guichard, Saint-Étienne Widzów: 34 701 Sędzia: Jonathan Kaplan |

### Grupa D
| 7 września 200721:00 | Francja        | 12:17(9:17) | Argentyna                          | Stade de France, Saint-Denis Widzów: 79 312 Sędzia: Tony Spreadbury |
| 7 września 200721:00 | Skrela 12 (4K) | 12:17(9:17) | F. Contepomi 12 (4K) Corleto 5 (P) | Stade de France, Saint-Denis Widzów: 79 312 Sędzia: Tony Spreadbury |

| 9 września 200720:00 | Irlandia                                                                                         | 32:17(20:3) | Namibia                                           | Stade Chaban-Delmas, Bordeaux Widzów: 33 694 Sędzia: Joel Jutge |
| 9 września 200720:00 | O’Gara 7 (2pd K) Trimble 5 (P) O’Driscoll 5 (P) Dempsey 5 (P) Easterby 5 (P) 1 karne przyłożenie | 32:17(20:3) | Wessels 7 (2pd K) Nieuwenhuis 5 (P) van Zyl 5 (P) | Stade Chaban-Delmas, Bordeaux Widzów: 33 694 Sędzia: Joel Jutge |

| 11 września 200720:00 | Argentyna                                                                             | 33:3(6:3) | Gruzja              | Stade de Gerland, Lyon Widzów: 40 240 Sędzia: Nigel Owens |
| 11 września 200720:00 | F. Contepomi 11 (pd 3K) Hernández 2 (pd) Aramburú 5 (P) Borges 10 (2P) Albacete 5 (P) | 33:3(6:3) | Kwirikaszwili 3 (K) | Stade de Gerland, Lyon Widzów: 40 240 Sędzia: Nigel Owens |

| 15 września 200721:00 | Irlandia                                | 14:10(7:3) | Gruzja                               | Stade Chaban-Delmas, Bordeaux Widzów: 33 807 Sędzia: Wayne Barnes |
| 15 września 200721:00 | O’Gara 4 (2pd) Dempsey 5 (P) Best 5 (P) | 14:10(7:3) | Kwirikaszwili 5 (pd K) Szkinin 5 (P) | Stade Chaban-Delmas, Bordeaux Widzów: 33 807 Sędzia: Wayne Barnes |
| 15 września 200721:00 | Wallace                                 | 14:10(7:3) |                                      | Stade Chaban-Delmas, Bordeaux Widzów: 33 807 Sędzia: Wayne Barnes |

| 16 września 200721:00 | Francja | 87:10(40:3) | Namibia                                        | Stadium Municipal, Tuluza Widzów: 35 339 Sędzia: Alain Rolland |
| 16 września 200721:00 | Élissalde 27 (P 11pd) Heymans 5 (P) Marty 5 (P) Bonnaire 5 (P) Nallet 10 (2P) Ibañez 5 (P) Chabal 10 (2P) Dusautoir 5 (P) Clerc 15 (3P) | 87:10(40:3) | Losper 2 (pd) Wessels 3 (dg) Langenhoven 5 (P) | Stadium Municipal, Tuluza Widzów: 35 339 Sędzia: Alain Rolland |
| 16 września 200721:00 | Nieuwenhuis | 87:10(40:3) |                                                | Stadium Municipal, Tuluza Widzów: 35 339 Sędzia: Alain Rolland |

| 21 września 200721:00 | Francja                         | 25:3(12:3) | Irlandia      | Stade de France, Saint-Denis Widzów: 80 267 Sędzia: Chris White |
| 21 września 200721:00 | Élissalde 15 (5K) Clerc 10 (2P) | 25:3(12:3) | O’Gara 3 (dg) | Stade de France, Saint-Denis Widzów: 80 267 Sędzia: Chris White |
| 21 września 200721:00 | Traille                         | 25:3(12:3) | O’Connell     | Stade de France, Saint-Denis Widzów: 80 267 Sędzia: Chris White |

| 22 września 200721:00 | Argentyna | 63:3(25:3) | Namibia         | Stade Vélodrome, Marsylia Widzów: 55 067 Sędzia: Stuart Dickinson |
| 22 września 200721:00 | Todeschini 9 (P 2pd) F. Contepomi 19 (P 4pd 2K) Tiesi 5 (P) Corleto 5 (P) Leguizamón 10 (2P) M. Contepomi 5 (P) Roncero 5 (P) 1 karne przyłożenie | 63:3(25:3) | Schreuder 3 (K) | Stade Vélodrome, Marsylia Widzów: 55 067 Sędzia: Stuart Dickinson |

| 26 września 200718:00 | Gruzja                                                                      | 30:0(13:0) | Namibia | Stade Félix-Bollaert, Lens Widzów: 32 549 Sędzia: Steve Walsh |
| 26 września 200718:00 | Kwirikaszwili 15 (3pd 3K) Giorgadze 5 (P) Kaczarawa 5 (P) Maczchaneli 5 (P) | 30:0(13:0) |         | Stade Félix-Bollaert, Lens Widzów: 32 549 Sędzia: Steve Walsh |

| 30 września 200715:00 | Francja | 64:7(30:0) | Gruzja                                | Stade Vélodrome, Marsylia Widzów: 58 695 Sędzia: Alan Lewis |
| 30 września 200715:00 | Beauxis 24 (P 5pd 3K) Dominici 10 (2P) Poitrenaud 5 (P) Bonnaire 5 (P) Nallet 5 (P) Martin 5 (P) Bruno 5 (P) Nyanga 5 (P) | 64:7(30:0) | Urdżukaszwili 2 (pd) Maisuradze 5 (P) | Stade Vélodrome, Marsylia Widzów: 58 695 Sędzia: Alan Lewis |
| 30 września 200715:00 | Magrakwelidze · Gigauri                                                                                                   | 64:7(30:0) |                                       | Stade Vélodrome, Marsylia Widzów: 58 695 Sędzia: Alan Lewis |

| 30 września 200717:00 | Irlandia                                      | 15:30(10:18) | Argentyna                                                           | Parc des Princes, Paryż Widzów: 45 450 Sędzia: Paul Honiss |
| 30 września 200717:00 | O’Gara 5 (pd K) O’Driscoll 5 (P) Murphy 5 (P) | 15:30(10:18) | F. Contepomi 11 (pd 3K) Hernández 9 (3dg) Agulla 5 (P) Borges 5 (P) | Parc des Princes, Paryż Widzów: 45 450 Sędzia: Paul Honiss |

## Faza pucharowa

### Ćwierćfinały
| 6 października 200715:00 | Australia                      | 10:12 | Anglia            | Stade Vélodrome, Marsylia Widzów: 59 102 Sędzia: Alain Rolland |
| 6 października 200715:00 | Tuqiri 5 (P) Mortlock 5 (pd K) | 10:12 | Wilkinson 12 (4K) | Stade Vélodrome, Marsylia Widzów: 59 102 Sędzia: Alain Rolland |

| 6 października 200721:00 | Nowa Zelandia                                   | 18:20 | Francja                                                          | Millennium Stadium, Cardiff Widzów: 71 669 Sędzia: Wayne Barnes |
| 6 października 200721:00 | McAlister 5 (P) Soʻoialo 5 (P) Carter 8 (pd 2K) | 18:20 | Dusautoir 5 (P) Jauzion 5 (P) Beauxis 8 (pd 2K) Élissalde 2 (pd) | Millennium Stadium, Cardiff Widzów: 71 669 Sędzia: Wayne Barnes |
| 6 października 200721:00 | McAlister                                       | 18:20 |                                                                  | Millennium Stadium, Cardiff Widzów: 71 669 Sędzia: Wayne Barnes |

| 7 października 200715:00 | Południowa Afryka                                                                                | 37:20 | Fidżi                                    | Stade Vélodrome, Marsylia Widzów: 55 943 Sędzia: Alan Lewis |
| 7 października 200715:00 | Fourie 5 (P) Smit 5 (P) Pietersen 5 (P) Smith 5 (P) James 5 (P) Montgomery 9 (3pd K) Steyn 3 (K) | 37:20 | Delasau 5 (P) Bobo 5 (P) Bai 10 (2pd 2K) | Stade Vélodrome, Marsylia Widzów: 55 943 Sędzia: Alan Lewis |
| 7 października 200715:00 | Rabeni                                                                                           | 37:20 |                                          | Stade Vélodrome, Marsylia Widzów: 55 943 Sędzia: Alan Lewis |

| 7 października 200721:00 | Argentyna                                            | 19:13 | Szkocja                                     | Stade de France, Saint-Denis Widzów: 76 866 Sędzia: Joël Jutge |
| 7 października 200721:00 | Longo 5 (P) F. Contepomi 11 (pd 3K) Hernández 3 (dg) | 19:13 | Cusiter 5 (P) Paterson 5 (pd K) Parks 3 (K) | Stade de France, Saint-Denis Widzów: 76 866 Sędzia: Joël Jutge |

### Półfinały
| 13 października 200721:00 | Anglia                            | 14:9 | Francja        | Stade de France, Saint-Denis Widzów: 80 283 Sędzia: Jonathan Kaplan |
| 13 października 200721:00 | Lewsey 5 (P) Wilkinson 12 (dg 3K) | 14:9 | Beauxis 9 (3K) | Stade de France, Saint-Denis Widzów: 80 283 Sędzia: Jonathan Kaplan |

| 14 października 200721:00 | Południowa Afryka                                                  | 37:13 | Argentyna                                 | Stade de France, Saint-Denis Widzów: 77 055 Sędzia: Steve Walsh |
| 14 października 200721:00 | du Preez 5 (P) Habana 10 (2P) Rossouw 5 (P) Montgomery 17 (4pd 3K) | 37:13 | M. Contepomi 5 (P) F. Contepomi 8 (pd 2K) | Stade de France, Saint-Denis Widzów: 77 055 Sędzia: Steve Walsh |
| 14 października 200721:00 | Smith                                                              | 37:13 | F. Contepomi                              | Stade de France, Saint-Denis Widzów: 77 055 Sędzia: Steve Walsh |

### Mecz o 3. miejsce
| 19 października 200721:00 | Francja                                         | 10:34 | Argentyna                                                           | Parc des Princes, Paryż Widzów: 45 958 Sędzia: Paul Honiss |
| 19 października 200721:00 | Poitrenaud 5 (P) Beauxis 2 (pd) Élissalde 3 (K) | 10:34 | F. Contepomi 19 (2P 3pd K) Hasan 5 (P) Aramburú 5 (P) Corleto 5 (P) | Parc des Princes, Paryż Widzów: 45 958 Sędzia: Paul Honiss |
| 19 października 200721:00 | Ibañez                                          | 10:34 | Kairelis · Leguizamón                                               | Parc des Princes, Paryż Widzów: 45 958 Sędzia: Paul Honiss |

### Finał
| 20 października 200721:00 UTC+2:00 | Anglia           | 6:15 | Południowa Afryka              | Stade de France, Saint-Denis Widzów: 80 430 Sędzia: Alain Rolland |
| 20 października 200721:00 UTC+2:00 | Wilkinson 6 (2K) | 6:15 | Montgomery 12 (4K) Steyn 3 (K) | Stade de France, Saint-Denis Widzów: 80 430 Sędzia: Alain Rolland |

|  |  |

RPA: Percy Montgomery, JP Pietersen, Jaque Fourie, Francois Steyn, Bryan Habana, Butch James, Fourie du Preez, Danie Rossouw (71' Wickus van Heerden), Juan Smith, Schalk Burger, Victor Matfield, Bakkies Botha, CJ van der Linde, John Smit (kapitan), Os du Randt
Anglia: Jason Robinson (47' Dan Hipkiss), Paul Sackey, Mathew Tait, Mike Catt (51' Toby Flood), Mark Cueto, Jonny Wilkinson, Andy Gomarsall, Nick Easter (65' Lawrence Dallaglio), Lewis Moody (63'  Joe Worsley 63, 71' Peter Richards), Martin Corry, Ben Kay, Simon Shaw, Phil Vickery (kapitan) (41' Matt Stevens), Mark Regan (63' George Chuter), Andrew Sheridan.

## Statystyki
| Punkty | Nazwisko                | Drużyna           | Przyłożenia | Podwyższenia | Karne | Dropgole |
| ------ | ----------------------- | ----------------- | ----------- | ------------ | ----- | -------- |
| 105    | Percy Montgomery        | Południowa Afryka | 2           | 22           | 17    | 0        |
| 91     | Felipe Contepomi        | Argentyna         | 3           | 11           | 18    | 0        |
| 67     | Jonny Wilkinson         | Anglia            | 0           | 5            | 14    | 5        |
| 50     | Nick Evans              | Nowa Zelandia     | 2           | 20           | 0     | 0        |
| 47     | Jean-Baptiste Élissalde | Francja           | 1           | 12           | 6     | 0        |
| 46     | Chris Paterson          | Szkocja           | 1           | 10           | 7     | 0        |
| 44     | Pierre Hola             | Tonga             | 0           | 7            | 10    | 0        |
| 43     | Lionel Beauxis          | Francja           | 1           | 7            | 8     | 0        |
| 42     | Nicky Little            | Fidżi             | 0           | 9            | 8     | 0        |
| 40     | Daniel Carter           | Nowa Zelandia     | 1           | 10           | 5     | 0        |
| 40     | Matt Giteau             | Australia         | 3           | 8            | 3     | 0        |
| 40     | Bryan Habana            | Południowa Afryka | 8           | 0            | 0     | 0        |

| Nazwisko       | Drużyna           | Przyłożenia |
| -------------- | ----------------- | ----------- |
| Bryan Habana   | Południowa Afryka | 8           |
| Drew Mitchell  | Australia         | 7           |
| Doug Howlett   | Nowa Zelandia     | 6           |
| Shane Williams | Walia             | 6           |
| Vincent Clerc  | Francja           | 5           |
| Chris Latham   | Australia         | 5           |
| Joe Rokocoko   | Nowa Zelandia     | 5           |

| Nazwisko                | Drużyna           | Punkty | Przeciwko  |
| ----------------------- | ----------------- | ------ | ---------- |
| Nick Evans              | Nowa Zelandia     | 33     | Portugalia |
| Percy Montgomery        | Południowa Afryka | 29     | Samoa      |
| Jean-Baptiste Élissalde | Francja           | 27     | Namibia    |
| Matt Giteau             | Australia         | 27     | Fidżi      |

| Nazwisko         | Drużyna           | Celne karne |
| ---------------- | ----------------- | ----------- |
| Felipe Contepomi | Argentyna         | 18          |
| Percy Montgomery | Południowa Afryka | 17          |
| Jonny Wilkinson  | Anglia            | 14          |
| Pierre Hola      | Tonga             | 10          |

| Nazwisko                | Drużyna           | Celne podwyższenia |
| ----------------------- | ----------------- | ------------------ |
| Percy Montgomery        | Południowa Afryka | 22                 |
| Nick Evans              | Nowa Zelandia     | 20                 |
| Jean-Baptiste Élissalde | Francja           | 12                 |

| Nazwisko              | Drużyna   | Celne dropgole |
| --------------------- | --------- | -------------- |
| Jonny Wilkinson       | Anglia    | 5              |
| Juan Martín Hernández | Argentyna | 4              |
| Berrick Barnes        | Australia | 2              |